# Gustavo di Rhuys
Gustavo di Rhuys, in inglese  Gwlstan, in bretone Gulstan e in francese Goustan (Inghilterra, 980 (?) – Beauvoir-sur-Mer, 27 novembre 1040), è stato un monaco cristiano inglese.

## Biografia
Gustavo era nato in Inghilterra ma ancora giovinetto fu catturato da pirati e tenuto in schiavitù per anni finché, essendosi deformato un piede a causa di fratture, venne abbandonato dai pirati sull'isola di Ouessant. Qui venne soccorso dall'allora eremita Felice di Rhuys, che egli seguì come fratello laico nel 1008 sulla penisola di Rhuys, ove Felice ricostruì l'abbazia omonima.
Divenuto monaco anche lui, fu inviato da Felice sull'isola di Hœdic, ove, insieme ad un compagno di nome Budic, fondò un eremitaggio. Durante il viaggio in mare avrebbe sostato, forse a causa di una tempesta, sulla costa a Croisic, ove una cappella ricorda l'evento. 
Soggiornò quindi in un priorato a Beauvoir-sur-Mer, ove morì il 27 novembre del 1040 all'età di 60 anni.
Analfabeta, aveva mandato a memoria i salmi e le preghiere, che cantava giorno e notte.

## Culto
Vitale, abate di St-Gildas di Rhuys succeduto a Felice di Rhuys, gli fece erigere una tomba in pietra, tutt'oggi esistente, dopo che si era fatto restituire la salma di Goustan dai monaci di San Filiberto di Noirmoutiers, ov'essa era divenuta méta di pellegrinaggi di ringraziamento per grazia ricevuta. Vitale fu anche autore di una sua biografia. I monaci di St-Gildas di Rhuys ne hanno sempre curato il culto e nel corso dei secoli la sua tomba venne spesso aperta per trarne reliquie.
Rappresentato spesso con un pesce in mano, è considerato patrono di pescatori e marinai, come testimoniato da questa strofetta cantata dalle mogli dei marinai di Croisic: 
( Charles Forbes Montalembert, Les moines d'Occident, Lecoffre, 1863,  p. 311.)
La sua memoria liturgica cade il 27 novembre (ma viene anche festeggiato il 27 gennaio).
(Martirologio Romano)

## Luoghi a lui intitolati
- Nella diocesi di Vannes :
  - Auray, eponimo del quartiere e del porto di Saint-Goustan
  - Hœdic, patrono della chiesa
  - Houat, statua nella chiesa
  - Saint-Gildas-de-Rhuys, antico patrono della chiesa, tomba
- Nella diocesi di Nantes :
  - Le Croisic, cappella